# Novalena attenuata
Novalena attenuata är en spindelart som först beskrevs av F. O. Pickard-Cambridge 1902.  Novalena attenuata ingår i släktet Novalena och familjen trattspindlar. Inga underarter finns listade i Catalogue of Life.